# Private Eye
Private Eye  (engl. für Privatdetektiv) ist eine Satirezeitschrift, die in London herausgegeben wird.
Gründer waren Richard Ingrams, Willie Rushton, Peter Usborne, Christopher Booker und Andrew Osmond nach ihrem Studium. Großteils ist die Zeitschrift hintergründig und eine gewisse Allgemeinbildung erfordernd, was ihre landesweite Popularität nicht verhindert.
Typisch sind ihre oft mit Sprechblasen versehenen Titelseiten, vor deren Spott nichts sicher ist, auch z. B. die Trauer um Prinzessin Diana nicht. Private Eye und The Guardian schufen den Paul Foot Award, mit dem investigativer Journalismus ausgezeichnet wird. Preisträger sind Journalisten von Zeitungen jeglicher Stellung, von Regionalzeitungen über Boulevardzeitungen bis hin zur Times.